# سیاهرگ قلبی میانی
سیاهرگ قلبی میانی از راس قلب شروع می‌شود. در شیار طولی خلفی بالا می‌رود و به سینوس تاجی (کرونری) در نزدیکی انتهای راست آن ختم می‌شود.

## ساختار
سیاهرگ قلب میانی در سطح بطن‌ها محلی از تماس دارد.

## اهمیت بالینی
سیاهرگ قلبی میانی برای دسترسی آب‌شامه (اپی‌کارد) به سمت زیرین بطن‌ها مفید است.